# لیندا آرویدسون
لیندا آرویدسون (انگلیسی: Linda Arvidson؛ ۱۲ ژوئیهٔ ۱۸۸۴ – ۲۶ ژوئیهٔ ۱۹۴۹) هنرپیشه اهل ایالات متحده آمریکا بود. وی بین سال‌های ۱۹۰۷ تا ۱۹۱۶ میلادی فعالیت می‌کرد.

## بخشی از فیلمشناسی
- رام کردن زن سرکش (۱۹۰۸)
- قربانی (۱۹۰۹)
- ادگار آلن پو (۱۹۰۹)
- محتکر گندم (۱۹۰۹)
- رستاخیز (۱۹۰۹)
- فریب (۱۹۰۹)
- دو برادر (۱۹۱۰)